# Hattori Hanzō

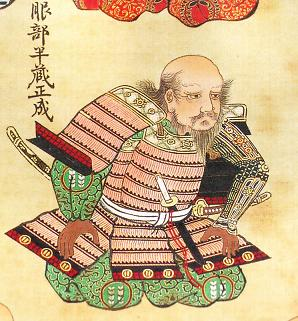
Bild aus dem 17. Jahrhundert

Hattori Hanzō (jap. 服部 半蔵; * 1541 in der Provinz Mikawa; † 1596), auch bekannt unter dem Vornamen Masanari/Masashige (服部 正成 Hattori Masanari/Masashige), war ein berühmter Samurai und Ninja des feudalen Japan. Er war der Anführer der Ninja aus Iga. Er wurde auch Oni no Hanzō (dt. Der Dämon Hanzō) genannt. Da Hattori Hanzō der Name des Familienoberhaupts war, sollte er nicht mit seinem Vater Hattori Yasunaga (服部 保長), seinem ältesten Sohn Hattori Masanari (服部 正就), seinem zweitältesten Sohn Hattori Masashige (服部 正重) und außerdem nicht mit einem anderen Gefolgsmann Tokugawa Ieyasus, Watanabe Hanzō, genannt Hanzō der Speer, verwechselt werden.

## Leben
Hattori Hanzō war der Sohn von Hattori Yasunaga, von dem er den Namen Hanzō übernahm. Durch Heirat wurde er ein Vasall des Matsudaira-Clans (später Tokugawa genannt). Als solcher war er Tokugawa Ieyasu loyal ergeben.
Auch wenn Hanzō in der Provinz Mikawa geboren und aufgewachsen ist, kehrte er oft in die Provinz Iga, dem Sitz der Hattori-Familie, zurück. Da Iga neben Kōga (heute Kōka) die Geburtsstätte und Hochburg der Ninjakünste war, gab es in der Region alle Voraussetzungen, um aus Hanzō einen sehr fähigen Kämpfer zu machen. So war er sehr geschickt im Schwertkampf, im taktischen Vorgehen, im Speerkampf und in Ninja-Disziplinen.
Seine erste Schlacht bestritt Hattori Hanzō 1557, als er sechzehn Jahre alt war: Er nahm an dem Angriff Tokugawa Ieyasus auf die Burg Uzuchi in Mikawa teil. Hier bekam er seine erste Belohnung wegen seiner herausragenden Leistungen auf dem Schlachtfeld. Außerdem war er in der Schlacht von Anegawa 1570 und der Schlacht bei Mikatagahara 1572 beteiligt. Seine Verdienste dort trugen ihm zuerst den Spitznamen „Hanzō der Geist“, dann „Hanzō der Teufel“ ein. Aber seine wichtigste Tat erfolgte 1582 nach Oda Nobunagas Tod.
Zu der Zeit hielten sich Ieyasu und seine Gefolgsleute in der Nähe von Ōsaka auf und erfuhren vom Tod Odas gerade früh genug, um Akechi Mitsuhides Truppen aus dem Weg zu gehen. Aber ihr Ziel Mikawa war noch weit weg, und Akechis Truppen würden die Umgebung systematisch nach ihnen absuchen. Da schlug Hanzō vor, den Weg durch Iga einzuschlagen, da er dort Beziehungen zu den Samurai hatte. Er wurde daraufhin von Honda Tadakatsu vorausgeschickt. Wie erhofft, erklärten sich die Männer in Iga bereit, Ieyasu den Weg zu zeigen, und sie boten ihm gleichzeitig an, ihn bis nach Mikawa zu eskortieren. Das konnte von Anayama Beisetsu, einem Mann Tokugawas, der darauf bestanden hatte, einen anderen Weg zu nehmen, nicht geboten werden.
Hanzō Hattori starb 1596 im Alter von 55 Jahren. Obwohl es keinen Beweis gibt, steht die Vermutung im Raum, dass er von Ninja des Fūma-Clans, die im Dienst des späteren Hōjō-Clans aus Odawara standen, getötet wurde. Der Legende nach soll der Anführer des Clans, Fūma Kotarō, Hanzō in einen Hinterhalt gelockt und ihn mit Hilfe seiner Leute getötet haben.
Sein Nachfolger war sein 18-jähriger Sohn Masanari, der sich allerdings mit anderen Schriftzeichen schreibt. Er erwarb sich den Namen Iwami no Kami, und seine Männer hatten die Aufgabe, die Burg in Edo zu beschützen. Allerdings hatte der Sohn nie die Ninja-Fähigkeiten erworben und behandelte die Ninja aus Iga schlecht. Sie erachteten ihn nicht als würdig, den Namen Hanzō zu tragen, und verlangten seinen Rücktritt. Wenn er dies nicht täte, so schworen sie, würden sie erst ihn und dann sich selbst töten. Nach seinem Rücktritt im Jahr 1605 spaltete sich der Iga-Clan in vier Gruppierungen, die von niederen Samurai geführt wurden.
Hanzōs Grab befindet sich auf dem Friedhof des Sainen-Tempels in Shinjuku, einem Viertel von Tokio. Es werden dort auch noch einige seiner Lanzen (Yari) aufgehoben. Der kaiserliche Palast, früher der Palast des Shōgun, hat immer noch ein Hanzō-mon (Tor), und die Hanzōmon-Linie der Tōkyō Metro ist danach benannt.
Die Bevölkerung Japans in der Gegend um Kawauchi singt immer noch Lieder über Hattori Hanzō. Er ist dort als „der große Lanzenkämpfer“ bekannt. Über seine Verbindungen zum Ninjutsu und den Ninja wird viel spekuliert, hauptsächlich ist er als Krieger (bushi) aus Iga bekannt.

## Als fiktive Figur in der Populärkultur
Die Figur des Hattori Hanzō kommt gelegentlich in Jidai-geki, japanischen Historienfilmen, vor. Der Schauspieler Sonny Chiba spielte diese Rolle in der Fernsehserie Kage no Gundan. In dem 1999 ausgestrahlten Film Fukurō no Shiro (dt. Das Schloss der Eule) wurde er von Jinpachi Nezu gespielt. Auch in vielen Filmen über das Leben von Tokugawa Ieyasu kommt Hanzō vor (z. B. Shinobi).
Wie viele beliebte und teilweise mysteriöse historische Persönlichkeiten fehlt er auch nicht in den japanischen Manga- und Anime-Serien. So ist er eine Nebenfigur in Samurai Deeper Kyo, Hagane Kinnikuman Nisei / Ultimate Muscle, Kenshin, Basilisk, Naruto, Hunter x Hunter und Oda Nobuna no Yabou. Als Hauptfigur tritt er in Princess Ninja Scroll Tenka Musou, Hanzo no Mori / Path of Darkness und Basilisk: Kouga Ninpou Chou auf. Ein fiktiver Nachfahre von Hattori spielt eine zentrale Rolle im zweiten Teil der japanischen OVA-Serie Mutant Turtles: Chōjin Densetsu-hen, eine japanische Antwort auf die international erfolgreiche Zeichentrickserie Teenage Mutant Hero Turtles.
Im Westen ist der Name Hattori Hanzō vor allem durch den Film Kill Bill von Quentin Tarantino bekannt. Dort trägt ein Schwertschmied (gespielt von Sonny Chiba) als Nachfahre Hanzōs diesen Namen. Die Hattori-Hanzō-Schwerter werden im Film als „die besten Schwerter der Welt“ bezeichnet.
In dem Videospiel The Witcher 3: Wild Hunt trägt ein herausragender Schwertschmied den Namen Hattori, eine Anspielung auf Kill Bill.
In verschiedenen Videospielen ist die Figur ebenfalls zu finden: beispielsweise in Samurai Shodown, Assassin’s Creed Shadows, World Heroes, Mobile Legends: Bang Bang, wo er einen Übermächtigen Dämon Assassin darstellt Battle Coliseum, Shining Force, Suikoden, Nioh, den Samurai Warriors und Teilen von Samurai Warriors Empires, Kessen 3 sowie Nobunagas Ambition II und Total War: Shogun 2, in dem eine Kisho-Ninja-Helden-Einheit den Namen „Hanzos Schatten“ trägt.